# Melville Shavelson
Melville Shalvelson (Brooklyn, 1 de abril de 1917 — Studio City, 8 de agosto de 2007) foi um cineasta, produtor cinematográfico, roteirista e roteirista norte-americano.